# Dmitrij Prieobrażenski
Dmitrij Aleksandrowicz Prieobrażenski, ros. Дмитрий Александрович Преображенский (ur. 15 czerwca 1972 w Jarosławiu) – rosyjski hokeista, trener.

## Kariera
- Torpedo Jarosław (1992-1993)
- KomiTet Niżnyj Odies (1995-1996)
- Chimik Engels (1996/1997)
- TTH Metron Toruń (1996/1997)
- Olimpija Kirowo-Czepieck (1998)
- Sputnik Niżny Tagił (1999-2000)
- HK Brześć (2001-2003)
- HK Sarow (2003-2004)

Pod koniec lat 80. był zawodnikiem SzWSM w rodzinnym Jarosławiu. W sezonie 1992/1993 był kadrze Torpedo Jarosław. Grał w lidze polskiej: w sezonie 1996/1997 w barwach drużyny z Torunia. Ponadto grał w ekstralidze białoruskiej w zespole z Brześcia.
Po 2010 został trenerem w szkole hokejowej SDJuSzOR-12 w rodzinnym Jarosławiu.

## Sukcesy
Indywidualne
- Ekstraliga białoruska 2001/2002:
  - Pierwsze miejsce w klasyfikacji asystentów drużyny HK Brześć: 11 asyst[5]